# قلعه ری فرهادآباد
قلعه ری فرهاد آباد مربوط به دوره ساسانیان - سده‌های اولیه دوران‌های تاریخی پس از اسلام است و در شهرستان دره‌شهر، بخش مرکزی، دهستان زرین دشت، ۱۵۰م جنوب غرب روستای چم کبود واقع شده و این اثر در تاریخ ۳۰ بهمن ۱۳۸۶ با شمارهٔ ثبت ۲۱۰۰۶ به‌عنوان یکی از آثار ملی ایران به ثبت رسیده است.